# Даллон Вікс
Даллон Джеймс Вікс (англ. Dallon James Weekes) — американський музикант. Засновник, басист та автор пісень гурту The Brobecks, а також басист і бек-вокаліст Panic! at the Disco. На даний момент є фронтменом групи I Dont Know How But They Found Me.

## Ранні роки
Народився на півдні штату Міссурі поруч з аміським районом. Даллон був другим з чотирьох дітей у мормонській сім'ї. Ріс у Клірфілді, Юта і відвідував Клірфілдську вищу школу, де познайомився з більшістю своїм майбутніх співгрупників по The Brobecks. Після випуску зі старшої школи Вікс правив мормонську міссіонерську службу у Оклахомі, після чого повернувся додому та створив The Brobecks.

## Panic! at the Disco
У 2009 році Вікс був прийнятий до складу гурту Panic! at the Disco як тимчасовий бас-гітарист і бек-вокаліст. Його "гастрольний" статус змінився у середині 2010, коли вони виступали у Китаї. Саме тоді Брендон Урі і Спенсер Сміт попросили його приєднатися до них на невизначений термін. Однак, його статус у гурті залишився невідомим, аж поки у 2012 Вікс не підтвердив, що є повноцінним учасником Panic! at the Disco, написавши про це у Твіттері.

## Дискографія

### The Brobecks
| Назва                                  | Рік  |
| -------------------------------------- | ---- |
| Understanding The Brobecks             | 2003 |
| Happiest Nuclear Winter                | 2004 |
| Goodnight and Have a Pleasant Tomorrow | 2006 |
| Small Cuts EP                          | 2007 |
| I Will, Tonight EP                     | 2008 |
| Violent Things                         | 2009 |
| Your Mother Should Know EP #1          | 2010 |
| Quiet Title EP                         | 2012 |

### Panic! At The Disco
| Назва                               | Рік  |
| ----------------------------------- | ---- |
| Too Weird to Live, Too Rare to Die! | 2013 |

### I Dont Know How But They Found Me
| Назва              | Рік  |
| ------------------ | ---- |
| 1981 Extended Play | 2018 |
| Christmas Drag     | 2019 |
| Razzmatazz         | 2020 |